# タンマ君
『タンマ君』（タンマくん）は、東海林さだおによる漫画作品である。掲載誌は週刊文春である。

## 概要
連載開始は1968年1月。『タンマ君』は、日本で現在連載中の全漫画のうち、『碧南一家』（連載開始は1967年2月）につぎ、2番目に連載期間が長い漫画作品である。終了した作品を含めても、連載期間は『仙人部落』 、『碧南一家』に次ぎ、日本で3番目の長さである。

## 単行本
- 東海林さだお 『タンマ君』 文藝春秋 〈文春文庫〉 、既刊7巻（2000年3月10日現在）
  - 1巻 純情編、1985年7月25日発行[2]、ISBN 978-4-16-717715-7
  - 2巻 歓喜編、1985年7月25日発行[3]、ISBN 978-4-16-717716-4
  - 3巻 激辛篇、1996年2月10日発行[4]、ISBN 978-4-16-717729-4
  - 4巻 純愛篇、1996年2月10日発行[5]、ISBN 978-4-16-717730-0
  - 5巻 妄烈篇、1996年3月10日発行[6]、ISBN 978-4-16-717731-7
  - 6巻 清貧篇、1996年3月10日発行[7]、ISBN 978-4-16-717732-4
  - 7巻 希望編、2000年3月10日発行[8]、ISBN 978-4-16-717744-7
- 東海林さだお 『タンマ君』 文藝春秋〈文春e-Books〉、既刊3巻（2014年3月21日現在）
  - 発奮篇、2014年1月17日発売[9]、電子単行本（週刊文春2012年掲載分）
  - 和気藹々篇、2014年3月21日発売[10]、電子単行本（週刊文春2011年掲載分）
  - 馬耳東風篇、2014年3月21日発売[11]、電子単行本（週刊文春2013年掲載分）

## 関連書籍
- 『タンマ君連載50周年!丸ごと1冊特盛スペシャル』文藝春秋〈文春ムック〉、2019年1月1日、ISBN 978-4-16-008686-9